# Agapanthia annularis
Agapanthia annularis là một loài bọ cánh cứng trong họ Cerambycidae.

## Hình ảnh

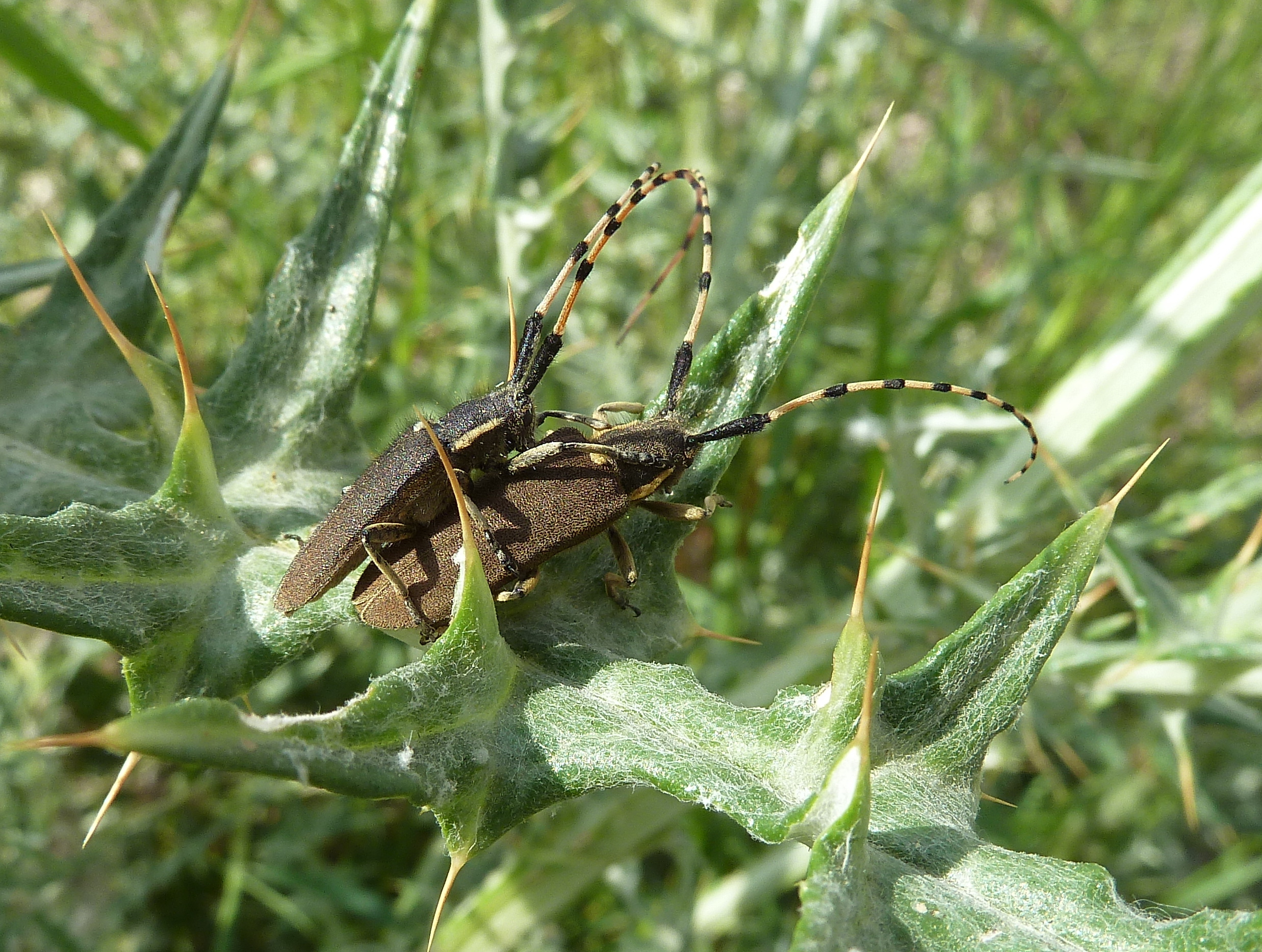
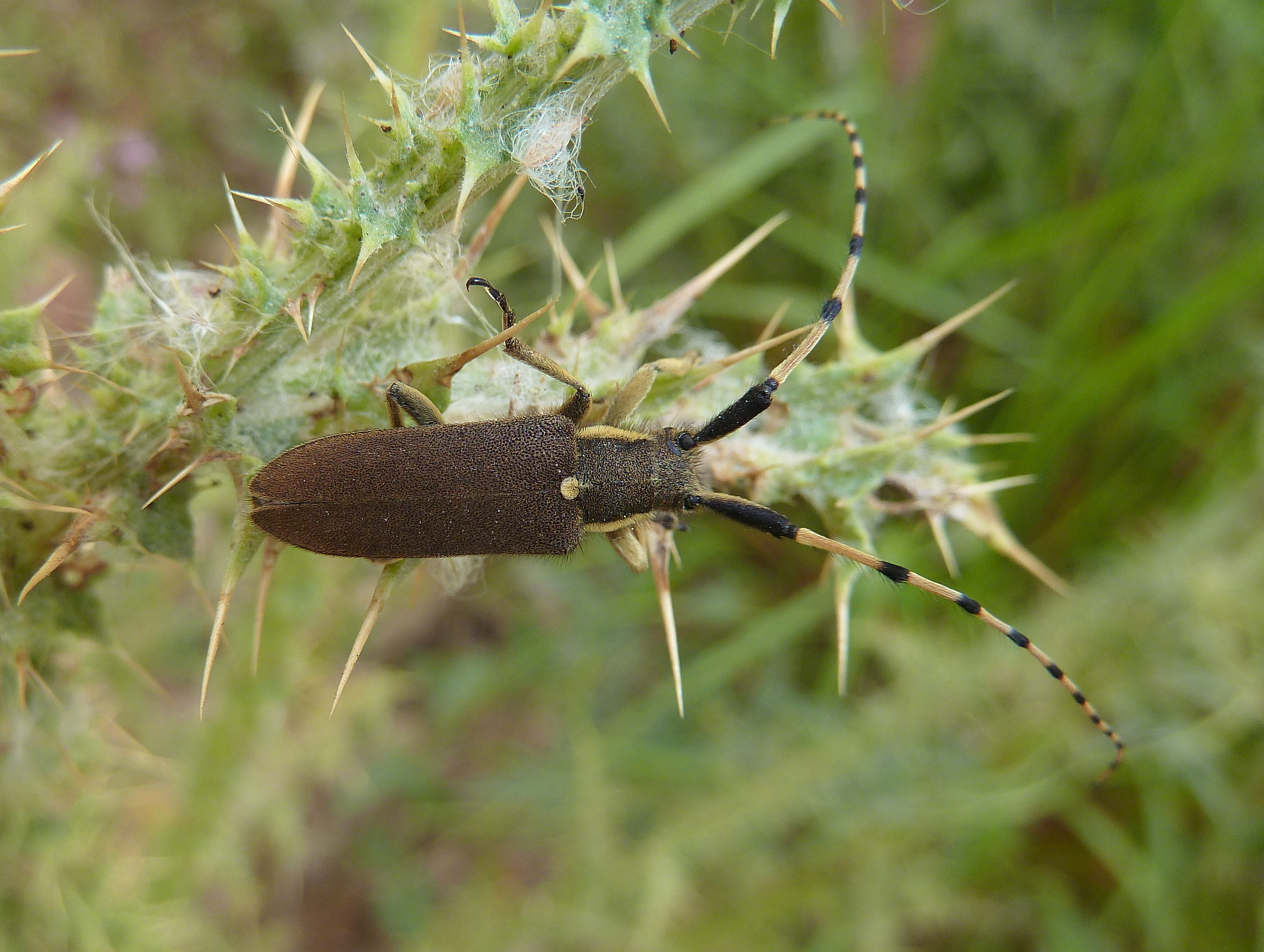